# Cour suprême du Montana
 (mai 2024).
La mise en forme du texte ne suit pas les recommandations de Wikipédia : il faut le « wikifier ».
Les points d'amélioration suivants sont les cas les plus fréquents. Le détail des points à revoir est peut-être précisé sur la page de discussion.
- Les titres sont pré-formatés par le logiciel. Ils ne sont ni en capitales, ni en gras.
- Le texte ne doit pas être écrit en capitales (les noms de famille non plus), ni en gras, ni en italique, ni en « petit »…
- Le gras n'est utilisé que pour surligner le titre de l'article dans l'introduction, une seule fois.
- L'italique est rarement utilisé : mots en langue étrangère, titres d'œuvres, noms de bateaux, etc.
- Les citations ne sont pas en italique mais en corps de texte normal. Elles sont entourées par des guillemets français : « et ».
- Les listes à puces sont à éviter, des paragraphes rédigés étant largement préférés. Les tableaux sont à réserver à la présentation de données structurées (résultats, etc.).
- Les appels de note de bas de page (petits chiffres en exposant, introduits par l'outil «  Source ») sont à placer entre la fin de phrase et le point final[comme ça].
- Les liens internes (vers d'autres articles de Wikipédia) sont à choisir avec parcimonie. Créez des liens vers des articles approfondissant le sujet. Les termes génériques sans rapport avec le sujet sont à éviter, ainsi que les répétitions de liens vers un même terme.
- Les liens externes sont à placer uniquement dans une section « Liens externes », à la fin de l'article. Ces liens sont à choisir avec parcimonie suivant les règles définies. Si un lien sert de source à l'article, son insertion dans le texte est à faire par les notes de bas de page.
- La présentation des références doit suivre les conventions bibliographiques. Il est recommandé d'utiliser les modèles {{Ouvrage}}, {{Chapitre}}, {{Article}}, {{Lien web}} et/ou {{Bibliographie}}. Le mode d'édition visuel peut mettre en forme automatiquement les références.
- Insérer une infobox (cadre d'informations à droite) n'est pas obligatoire pour parachever la mise en page.

Pour une aide détaillée, merci de consulter Aide:Wikification.
Si vous pensez que ces points ont été résolus, vous pouvez retirer ce bandeau et améliorer la mise en forme d'un autre article.
La Cour suprême du Montana est la plus haute juridiction du système judiciaire de l'État du Montana aux États-Unis. Elle est établie et ses pouvoirs sont définis par l'article VII de la Constitution du Montana de 1972. Il s'agit avant tout d'une cour d'appel qui examine les décisions civiles et pénales des tribunaux de première instance de juridiction générale du Montana et de certains tribunaux législatifs spécialisés, n'ayant compétence en première instance que dans un nombre limité de cas. Au sein de la Cour suprême, siègent le juge en chef du tribunal et six juges associés, élus au terme d'élections populaires non partisanes.
La Cour suprême du Montana se réunit dans le bâtiment Joseph P. Mazurek à Helena, la capitale de l'État, un bâtiment de style international achevé en 1982 et nommé en l'honneur de l'ancien procureur général du Montana, Joseph P. Mazurek.

## Histoire

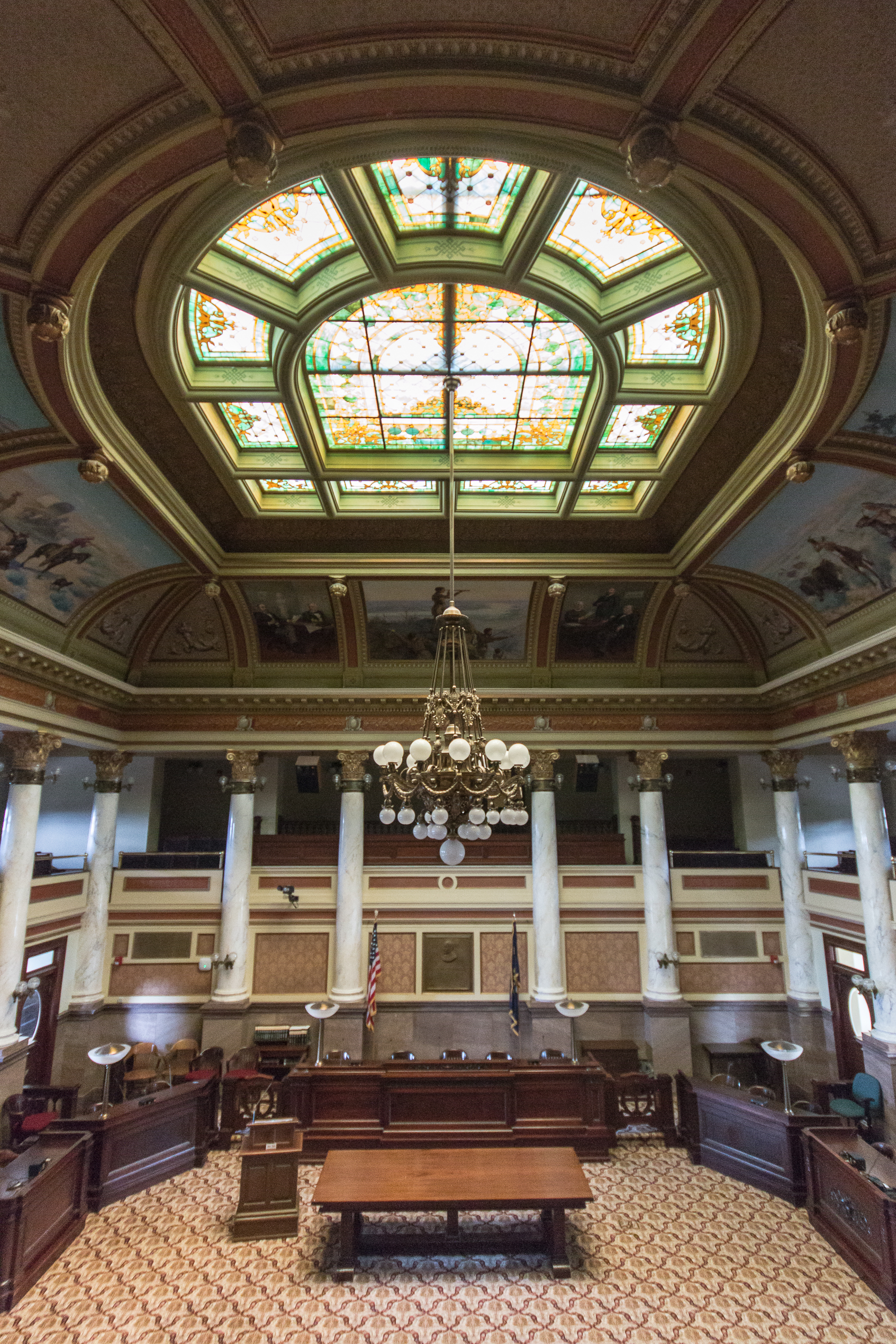
L'ancienne Cour suprême dans le Capitole de l'État du Montana à Helena

### Cour suprême territoriale du Montana
Le 26 mai 1864, le Congrès des États-Unis adopte la loi organique qui forme le territoire du Montana et établit la Cour suprême territoriale. Le tribunal était composé d'un juge en chef et de deux juges associés, tous nommés par le président des États-Unis et confirmés par le Sénat des États-Unis : les premiers membres de la Cour furent choisis par le président Abraham Lincoln en 1864. La Cour suprême territoriale du Montana a tenu sa première session à Virginia City, le 17 mai 1865.
Chaque juge présidait l'un des trois districts judiciaires du territoire, ce qui signifiait que les affaires entendues en appel par la Cour suprême territoriale étaient généralement d'abord jugées par le tribunal de district du Montana présidé par l'un des juges. Cet arrangement a été modifié en 1886 lorsque le Congrès a adopté une loi interdisant à tout juge ayant déjà participé à une affaire de l'entendre en appel ; un quatrième juge fut également ajouté au tribunal par la même loi.
La Cour suprême territoriale rendait rarement des avis écrits jusqu'en 1872, lorsque la législature territoriale a établi ses premiers rapports écrits pour le tribunal. La Cour suprême territoriale a tenu sa dernière session le 5 octobre 1889, avant que le Montana ne devienne un un État le 8 novembre.

### Cour suprême du Montana
L'article VIII de la Constitution du Montana de 1889 a établi la Cour suprême du Montana et prévoyait que ses trois membres seraient élus pour un mandat de six ans. Ces élections étaient partisanes jusqu'en 1909, lorsque la législature du Montana a promulgué la loi sur la justice non partisane, le Nonpartisan Judiciary Act. Cette loi interdisait les candidatures partisanes aux candidats à la magistrature et exigeait qu'ils soient plutôt nommés par pétition citoyenne. Le taux de participation électorale qui en a résulté en 1910 était minuscule (moins de la moitié de ceux qui ont voté au scrutin partisan pour le greffier de la Cour suprême ont voté pour le juge en chef au scrutin non partisan) et beaucoup ont considéré l'expérience comme un échec. La loi a en outre été déclarée inconstitutionnelle par la Cour suprême du Montana en 1911 parce qu'elle ne prévoyait aucun moyen de nommer des candidats aux postes de juge nouvellement créés. En conséquence, les candidatures partisanes ont été réintroduites. Les élections non partisanes ont été par la suite rétablies en 1935, lorsque la législature a interdit aux partis politiques de soutenir, de contribuer ou de faire des dépenses pour soutenir ou s'opposer aux candidats à la magistrature. L’impact sur la participation électorale était alors moins dramatique.
Le nombre de membres du tribunal a été augmenté par un acte législatif de trois à cinq juges en 1919. La Constitution du Montana de 1972, dans son article VII, a prolongé le mandat judiciaire de six à huit ans et a permis à la législature d'augmenter le nombre de juges associés de deux membres. En 1979, le législateur a augmenté la taille du tribunal de cinq à sept membres pour aider à gérer le calendrier judiciaire surchargé.

## Composition et sélection des juges
La Cour suprême du Montana se compose actuellement d'un juge en chef et de six juges associés. La Constitution du Montana ne prévoit que quatre juges associés mais autorise la législature du Montana à augmenter le nombre de juges associés à six.
Chaque juge est élu pour un mandat de huit ans lors d'élections non partisanes à l'échelle de l'État. Les mandats sont échelonnés de sorte que pas plus de deux sièges à la Cour ne soient prévus pour l'élection en même temps. Lorsqu'un juge en exercice se présente sans opposition, les électeurs votent « oui » ou « non » pour savoir s'ils doivent le conserver. Si le siège au tribunal est contesté, les deux premiers ayant obtenu des voix aux élections primaires sont sélectionnés comme candidats finaux.

### Nomination
Si un poste devient vacant au sein du tribunal au cours d'un mandat, il sera temporairement pourvu par un processus de nomination. La Commission de nomination judiciaire soumet une liste de trois à cinq candidats au gouverneur du Montana, qui doit ensuite en choisir un parmi cette liste à nommer. Si le gouverneur ne parvient pas à faire une sélection dans les trente jours suivant la réception de la liste, le juge en chef ou le juge en chef par intérim procède à la nomination.
Toutes les nominations doivent être confirmées par le Sénat du Montana, bien que les nominations pendant les vacances soient en vigueur sur le tribunal jusqu'au début de la prochaine session du Sénat. Si le Sénat ne parvient pas à confirmer la personne nommée, le siège à la Cour restera vacant et le processus de sélection et de nomination reprendra. S'il est confirmé, la personne nommée ne siège que jusqu'aux prochaines élections générales et, si elle est ensuite élue, ne remplit que le reste du mandat non expiré pour lequel il a été initialement nommé.

### Éligibilité
Tous les juges de la Cour suprême du Montana doivent être citoyens des États-Unis et résidents du Montana depuis au moins deux ans immédiatement avant leur entrée en fonction. Ils doivent également avoir été admis à exercer le droit dans le Montana depuis au moins cinq ans avant la date de l'élection.
Dans sa décision Cross v. VanDyke, la Cour suprême du Montana a jugé que les citoyens admis au barreau étaient considérés comme éligibles pour se présenter comme candidat au poste de juge, même s'ils ne sont pas un membre actif du barreau pendant cinq ans. Les juges doivent résider dans l'État pendant leur mandat.

### Juge en chef
Le juge en chef est le chef administratif de la Cour suprême. Le juge en chef préside les plaidoiries et les conférences du tribunal, et représente le tribunal à toutes les fonctions officielles de l'État.
Le poste de juge en chef est pourvu directement par élection et les candidats n'ont pas besoin d'avoir déjà exercé les fonctions de juge associé. Chaque fois que le juge en chef est temporairement absent ou quitte définitivement le tribunal au cours de son mandat, le juge le plus proche de l'expiration de son mandat au tribunal préside en tant que juge en chef par intérim.

### Membres actuels
| Justice                     | Né                        | Rejoint        | Fin du mandat | Nommé par         | Faculté de droit |
| --------------------------- | ------------------------- | -------------- | ------------- | ----------------- | ---------------- |
| Mike McGrath , Juge en chef | 22 août 1947 (76 ans)     | 5 janvier 2009 | 2024          | NC                | Gonzaga          |
| James A. Rice               | 15 novembre 1957 (66 ans) | 11 mars 2001   | 2030          | Judy Martz (R)    | Montana          |
| Beth Baker                  | 1961 (63-64 ans)          | 3 janvier 2011 | 2026          | NC                | Montana          |
| Laurie McKinnon             | 4 janvier 1960 (64 ans)   | 7 janvier 2013 | 2028          | NC                | Baltimore        |
| Jim Shea                    | 13 avril 1966 (58 ans)    | 2 juin 2014    | 2028          | Steve Bullock (D) | Montana          |
| Dirk Sandefur               | 22 octobre 1961 (62 ans)  | 2 janvier 2017 | 2024          | NC                | Montana          |
| Ingrid Gustafson            | 11 décembre 1961 (62 ans) | 1 janvier 2018 | 2030          | Steve Bullock (D) | Montana          |

1. 1 2 3 4  A pris ses fonctions après une éléction non partisane.

### Autre personnel judiciaire
Le greffier de la Cour suprême du Montana est choisi par élection populaire pour un mandat de six ans. Le greffier a les devoirs suivants, définis par la loi :
a) conserver le sceau de la Cour suprême, ses archives et dossiers, ainsi que la liste des avocats et conseillers juridiques ;
b) ajourner le tribunal de jour en jour au début de tout mandat en l'absence de tout juge et jusqu'à l'arrivée de la majorité des juges ;
(c) déposer tous les documents ou relevés de notes requis par la loi ;
(d) délivrer des brefs et des certificats et approuver des obligations ou des engagements lorsque cela est requis ;
(e) établir toutes les transcriptions à la Cour suprême des États-Unis ;
(f) faire des copies de documents ou de dossiers lorsque la loi ou les règles du tribunal l'exigent ; et
(g) exercer d'autres fonctions qui peuvent être exigées par la loi et les règles et pratiques de la Cour suprême.
MCA § 3-2-402.
Le marshall de la Cour suprême est nommé par le tribunal et est un employé du pouvoir judiciaire. Le marshall assiste généralement la Cour suprême au cours de chaque mandat et agit en tant que légiste, directeur général et crieur judiciaire. Il a le devoir de gérer toutes les procédures judiciaires au sein de l'État et agit avec les pouvoirs et les devoirs d'un shérif auprès des tribunaux de district lorsque cela est nécessaire.

## Juridiction
La Cour suprême du Montana entend les appels civils et pénaux directement des tribunaux de district du Montana, qui sont les tribunaux de première instance de juridiction générale dans l'État ; Le Montana est l'un des dix États des États-Unis qui ne disposent pas d'une cour d'appel intermédiaire distincte.
Le tribunal entend également les appels des tribunaux de l'eau du Montana et du tribunal d'indemnisation des accidents du travail du Montana, qui sont des tribunaux spécialisés établis par la législation plutôt que faisant partie du pouvoir judiciaire en vertu de la Constitution du Montana.
La Cour suprême du Montana a compétence en première instance sur les soi-disant brefs extraordinaires, qui comprennent l'habeas corpus, l'injonction, la révision, le mandat, le quo warranto et le contrôle de surveillance. Cette juridiction est concurrente avec celle des tribunaux de district du Montana.
La Cour suprême du Montana peut également exercer une compétence en première instance dans une affaire qui n'a pas été portée devant un tribunal de district s'il n'y a pas de faits contestés et si l'affaire ne présente que des questions juridiques ou constitutionnelles.

## Surveillance des tribunaux et de l'exercice du droit
La Constitution du Montana accorde à la Cour suprême du Montana un large pouvoir administratif sur le système judiciaire de l'État afin d'assurer son fonctionnement efficace et efficient. Elle a le pouvoir général d'adopter des règles de pratique et de procédure pour les tribunaux inférieurs. Elle réglemente également l'admission des avocats au barreau de l'État et la conduite des avocats et des juges en général. La Cour suprême du Montana nomme l'administrateur du tribunal, qui exerce des fonctions telles que la préparation et la soumission du budget judiciaire au pouvoir législatif, la compilation de statistiques sur les activités des tribunaux et la recommandation d'améliorations du système judiciaire à la Cour suprême.

### Conseils et commissions
Pour remplir ses fonctions, la Cour suprême du Montana gère vingt conseils et commissions spécialisés, dont elle nomme les membres pour des mandats d'une durée indéterminée ou déterminée selon l'organe concerné. La structure de ces commissions varie également, de sorte que certaines sont composées exclusivement d'avocats en exercice, tandis que d'autres sont composées d'un mélange d'avocats, de juges et de citoyens non-experts.
| - Commission consultative des règles de procédure civile et d'appel - Conseil des examinateurs du barreau - Commission des directives relatives aux instructions du jury civil - Commission de formation juridique continue - Commission sur le caractère et la forme physique - Commission du Code de déontologie judiciaire - Commission des tribunaux à compétence limitée - Commission sur la pratique - Commission du règlement de la preuve - Commission des plaideurs non représentés | - Commission sur la technologie - Commission sur les pratiques non autorisées - Commission d'instructions du jury pénal - Conseil du tribunal de district - Groupe de travail sur l’égalité de justice - Commission pour l'équité entre les sexes - Commission de nomination judiciaire - Commission des normes judiciaires - Division de révision des peines - Commission des règles uniformes des tribunaux de district |

## Procédures

### Appels des tribunaux inférieurs
Les appels devant la Cour suprême du Montana sont des « appels de droit », ce qui signifie que le tribunal n'a pas le pouvoir discrétionnaire d'accepter ou non la révision de la décision du tribunal inférieur. Les appels sont interjetés dans les affaires civiles et pénales par une partie déposant un avis d'appel auprès du tribunal de district qui a rendu l'ordonnance ou le jugement dont l'appel est demandé.
Les ordonnances d'outrage ne sont pas susceptibles d'appel et ne peuvent donc être révisées que sur demande de bref de révision.
Les accusés criminels ne peuvent faire appel que des jugements définitifs de condamnation et des autres ordonnances rendues après jugement qui affectent des droits substantiels.
Les accusés indigents ont la garantie d'être représentés par un avocat aux frais de l'État. L'État n'a pas le droit de faire appel des acquittements ou des condamnations, mais peut faire appel des ordonnances ou des jugements des tribunaux qui rejettent les accusations, modifient les verdicts, autorisent de nouveaux procès, annulent les arrestations ou les mandats de perquisition, suppriment les preuves, suppriment les aveux, accordent ou refusent un changement de lieu, ou imposent une peine contraire à la loi.
La Cour suprême peut confirmer, infirmer ou modifier tout jugement ou ordonnance dont on fait appel et peut ordonner que le jugement ou l'ordonnance approprié soit rendu ou ordonner la tenue d'un nouveau procès ou de nouvelles procédures. Lorsque le jugement d'un tribunal inférieur est modifié à la suite d'un examen d'une affaire civile, le tribunal peut ordonner la restitution de tout bien ou droit qu'une partie a perdu en raison d'une ordonnance erronée, soit en l'ordonnant directement, soit en ordonnant au tribunal de district de l'ordonner lui-même.
Lors de l'examen des affaires pénales, la Cour suprême du Montana peut annuler, confirmer ou modifier le jugement du tribunal inférieur ; annuler, confirmer ou modifier toute procédure postérieure au jugement dont l'appel est interjeté ; réduire l'infraction pour laquelle le défendeur a été reconnu coupable à une infraction moindre et incluse ; réduire la peine imposée par le tribunal inférieur ; ou commander un nouveau procès.

### Demandes de brefs en première instance
Les demandes de brefs en première instance sont déposées directement auprès de la Cour suprême du Montana. Le tribunal peut alors ordonner qu'une réponse sommaire des parties adverses soit déposée immédiatement ou peut rejeter la demande lors de sa prochaine conférence sans une telle ordonnance. Si une réponse sommaire est ordonnée, le tribunal examine les documents déposés lors de sa prochaine conférence. Le tribunal rejettera par la suite la demande, acceptera sa compétence, ordonnera un exposé plus approfondi sur toute question soulevée dans la demande ou la réponse, ordonnera une plaidoirie dans des cas extraordinaires ou délivrera toute autre assignation ou ordonnance jugée appropriée dans les circonstances. En attendant de statuer sur la demande de bref, le tribunal peut suspendre la procédure d'un tribunal inférieur, sur requête d'une partie pour un motif valable démontré, ou sua sponte (de sa propre initiative).
Les juges individuels peuvent délivrer des ordonnances d'habeas corpus au nom de toute personne détenue pour qu'elle soit renvoyée à eux-mêmes, à la Cour suprême au complet ou aux tribunaux de district. Les juges individuels peuvent également délivrer des brefs de certiorari pour réviser les jugements d'outrage.

### Conférence et argumentation
La Cour suprême du Montana a promulgué des règles de fonctionnement pour sa gouvernance interne. Les juges se réunissent en conférence deux fois par semaine pour discuter des affaires en suspens. Ses conférences du mardi examinent les requêtes en instance pour la compétence d'origine et les questions qui devraient être examinées par l'ensemble du tribunal. Ses conférences du jeudi examinent les propositions d'avis, les demandes de nouvelle audition et le classement des appels. Un panel de cinq juges détermine comment les appels devant la Cour suprême du Montana sont examinés par le tribunal, par exemple pour une plaidoirie complète devant le tribunal siégeant en banc, ou pour être tranchés uniquement sur la base des mémoires soumis soit au tribunal en banc, soit à un panel de cinq juges.
Le calendrier annuel du tribunal était auparavant divisé en quatre mandats, mais la législation entrée en vigueur le 6 janvier 2006 l'a modifié en un seul mandat, commençant le 1er janvier de chaque année. Le juge en chef peut également prononcer un mandat spécial à tout moment. Les plaidoiries ont lieu devant le tribunal tous les mois de l'année, sauf juillet et août. Les mémoires d'amicus curiae ne sont acceptés que si toutes les parties y consentent par écrit ou si le tribunal accorde l'autorisation sur requête indiquant l'intérêt du demandeur et les raisons pour lesquelles il devrait participer. Une requête d'un amicus curiae pour obtenir l'autorisation de participer à une plaidoirie n'est accordée que pour des « raisons extraordinaires ».
Une majorité du tribunal est requis pour obtenir le quorum, et une majorité du tribunal doit approuver toutes les décisions. Si un juge est disqualifié ou incapable de participer à une affaire, un juge du tribunal de district est remplacé et son opinion a le même poids dans cette affaire qu'un juge en exercice.

### Décisions écrites
Selon la loi, toutes les décisions de la Cour suprême du Montana doivent être écrites et doivent exposer les motifs de la décision. Toutefois, il appartient au tribunal de décider si une ordonnance non élaborée ou une opinion complète est appropriée. Si un avis complet doit être émis, sa rédaction est confiée à un juge lors d'une conférence.
Le tribunal s'efforce de rendre sa décision dans un délai de 120 jours à compter du dépôt de l'affaire. Tous les juges doivent indiquer leur accord avec l'opinion en la signant, et tous les juges en désaccord avec la décision de la majorité doivent l'indiquer dans une opinion dissidente écrite.

### Citations et recueil de cas
Les avis de la Cour suprême du Montana se voient attribuer une citation de cas « domaine public » ou « format neutre », qui comprend l'année de la décision, l' abréviation postale de l'État et enfin un numéro séquentiel ; la sixième décision du tribunal rendue en 2006, par exemple, porterait la citation 2006 MT 6. Les citations de décisions désignées comme non destinées à la publication sont suivies d'un « N » (par exemple, 2006 MT 6N), pour indiquer que ces décisions ne doivent pas être citées pour valeur de précédent devant un tribunal. Toutes les décisions comportent des paragraphes numérotés, de sorte que des citations précises puissent être utilisées sans référence aux journalistes imprimés.
Le Montana Reports, publié par la State Reporter Publishing Company, est le recueil officiel des opinions de la Cour suprême du Montana. Ses opinions sont également incluses dans le Pacific Reporter régional publié par West Group. En citant ses décisions antérieures, la Cour suprême du Montana cite à la fois les journalistes de la presse écrite et la citation au format neutre.

## Décisions notables
- State v. 1993 Chevrolet Pickup, 116 Pacific Reporter (P.3d) 800 (Mont. 2005). Le tribunal a statué par 6 voix contre 2 qu'une fouille et une saisie sans mandat des détritus d'un homme ne violaient pas ses droits constitutionnels. L'accord réticent du juge James C. Nelson, fondé uniquement sur un précédent judiciaire existant, a reçu une attention particulière en raison de ses terribles avertissements concernant l'érosion des libertés civiles. Son opinion décrivait la quantité d'informations personnelles contenues dans les déchets, comme l'ADN, et les atteintes à la vie privée qui, selon lui, devenaient de plus en plus courantes dans d'autres domaines de la vie. "Je n'aime pas vivre dans le 1984 d'Orwell, même si je l'aime." Il a prévenu qu'« à terme, nous allons tous devenir des dommages collatéraux dans la guerre contre la drogue, ou contre le terrorisme, ou quelle que soit la guerre en vogue en ce moment ».
- Columbia Falls Elem. Sch. Dist. No. 6 v. State, 109 P.3d 257 (Mont. 2005). Le tribunal a statué à l'unanimité que le système scolaire public de l'État violait l'exigence de la Constitution du Montana selon laquelle le législateur doit financer et établir une scolarité gratuite afin de fournir aux étudiants une éducation de « qualité ».
- Big Spring v. Jore, 109 P.3d 219 (Mont. 2005). Le tribunal a statué 6 contre 1 que sept bulletins de vote doubles lors d'une élection extrêmement serrée pour un siège à la Chambre des représentants du Montana n'auraient pas dû être comptés, car les bulletins de vote n'étaient valides en vertu de la loi de l'État que si l'intention de l'électeur pouvait être clairement déterminée. L'invalidation de ces sept votes a donné l'élection à la démocrate Jeanne Windham, dont la victoire a donné aux démocrates le siège dont ils avaient besoin pour avoir la majorité à la Montana House. Si le décompte de ces votes par le tribunal de première instance avait été confirmé, son adversaire, Rick Jore, aurait été le premier candidat du Parti de la Constitution à remporter une élection au niveau de l'État.
- Snetsinger v. Mont. Univ. Sys., 104 P.3d 445 (Mont. 2004). Le tribunal a jugé 5 voix contre 3 que l'inéligibilité des employés gays et lesbiennes de l'Université du Montana aux avantages sociaux des partenaires domestiques violait leur droit à une protection égale en vertu de la Constitution du Montana.
- Baxter v. Montana
- State v. Gryczan